# 美麗新世界 1800
《美麗新世界 1800》是一款由Ubisoft Blue Byte美茵茲工作室製作育碧發行的城市建造遊戲。遊戲原本預計將在2019年2月26日發售，后推迟至同年4月16日。

## 遊戲玩法
本作的故事背景發生在工業時代初期。與前作《美麗新世界2205》相同，內容包含劇情戰役、沙盒模式，以及多人連線。玩家將拓展殖民地區，並藉外交與戰爭等手段擊敗對手。

## 外部連結
- 官方网站（英文）